# Habronyx flavistigma
Habronyx flavistigma är en stekelart som beskrevs av Davis 1898. Habronyx flavistigma ingår i släktet Habronyx och familjen brokparasitsteklar. Inga underarter finns listade i Catalogue of Life.